# Mercado objetivo
El mercado objetivo o mercado meta o target de mercado designa al grupo de clientes, que se pretende captar, a los cuales se les destina una propuesta de valor, ofertando u ofreciendo determinados bienes y servicios.
Es decir, el mercado objetivo es el segmento de la demanda al que está dirigido un producto, ya sea un bien o un servicio. Se define tradicional y típicamente a partir de criterios demográficos como edad, género y variables socioeconómicas; y también de alcance geográfico (zona, región, país, ciudad). Criterios más modernos definen clientela a partir de, estilos de vida; experiencias; símbolos y estatus. 
En el ámbito de la publicidad (subcampo o rama del marketing), estos términos se refieren como público meta o público objetivo, también target, que es el público al cual se destina una campaña publicitaria haciendo uso de distintos canales de comunicación, como ser TV, radio, gráfica, web.

## Acotación de un mercado objetivo para propósitos publicitarios
Conocer las actitudes de un mercado objetivo frente a las campañas y los diferentes medios de comunicación hace más fácil prever los resultados y llegar con el mensaje adecuado para optimizar el retorno de la inversión. Analizar el comportamiento del consumidor de un target específico es muy importante a la hora de decidir un tipo de promoción.
En el momento de definir el objetivo es necesario clarificar las variables demográficas o sociográficas. Una vez acotado el mercado objetivo, se analizan sus características para tratar de averiguar qué les mueve a actuar cómo lo hacen y, por tanto, que le mueve a la compra.
Hay «tres pasos» para establecer mercados objetivos:
- segmentación de mercado.
- selección del mercado objetivo.
- posicionamiento del producto.

Las estrategias para acotar un mercado objetivo están influidas por:
- la madurez del mercado.
- la diversidad de preferencias y necesidades de los consumidores.
- el tamaño y alcance geográfico de la compañía que patrocina la campaña.
- la fortaleza de la competencia o la economía.
- el volumen de ventas requerido para producir beneficios.

## Utilidad del mercado objetivo
En el campo de la publicidad, una vez que se tiene un mercado objetivo específico definido y acotado, lo más efectivo y eficiente es el uso de medios dirigidos para llevar el mensaje a dicho mercado.
En el ámbito de la mercadotecnia, la definición apropiada del grupo meta es un elemento clave para la definición de la estrategia mercadotécnica, pues funciona como complemento imprescindible para configurar apropiadamente la propuesta de valor de la marca o de la empresa. La estrategia publicitaria incrementa su efectividad al hacer uso de la propuesta de valor y del grupo meta, no únicamente por la adecuada selección de medios de comunicación, sino también por lograr simbolizaciones de marca más precisas y vehículos de comunicación con mayor relevancia.
El no conocer el mercado objetivo lleva a decisiones con alto riesgo de fracaso, especialmente cuando se utilizan estrategias en medios de comunicación masivos o tradicionales donde los costes son altos y los retornos no necesariamente están garantizados.

## Variables que definen untargetpublicitario
El público objetivo es uno de los principales puntos del briefing publicitario. Una campaña publicitaria y la creatividad de esta están dirigidas al mercado objetivo. Para ubicar donde se encuentra realmente el público objetivo se realizan estudios que indican las variables duras y blandas así mismo como la descripción exacta del mercado objetivo a que va dirigido el producto. Normalmente suelen agruparse sus características más notables:
- Nivel socioeconómico (NSE):
  - Muy baja.
  - Baja-Muy baja.
  - Baja.
  - Baja-Media.
  - Media.
  - Media-Alta.
  - Alta.
  - Alta-Muy alta.
  - Muy alta.
- Sexo:
  - Mujeres.
  - Hombres.
- Edad:
  - 0-3 años.
  - 3-5 años.
  - 5-10 años.
  - 10-14 años.
  - 14-16 años.
  - 17-19 años.
  - 20-23 años.
  - 23-25 años.
  - 25-35 años.
  - 35-45 años.
  - 45-55 años.
  - 55-65 años.
  - 65 en adelante.
- Ocupación:
  - Amas de casa.
  - Profesionales por cuenta ajena.
  - Profesionales por cuenta propia.
  - Desempleados.
  - Directivos.
  - Cargos intermedios.
  - Etc.
- Hábitos:
  - De consumo.
  - De compra.
  - De exposición a medios de comunicación y publicidad.
- Motivaciones.
- Nivel cultural.
- Religión.

## Nuevas tendencias

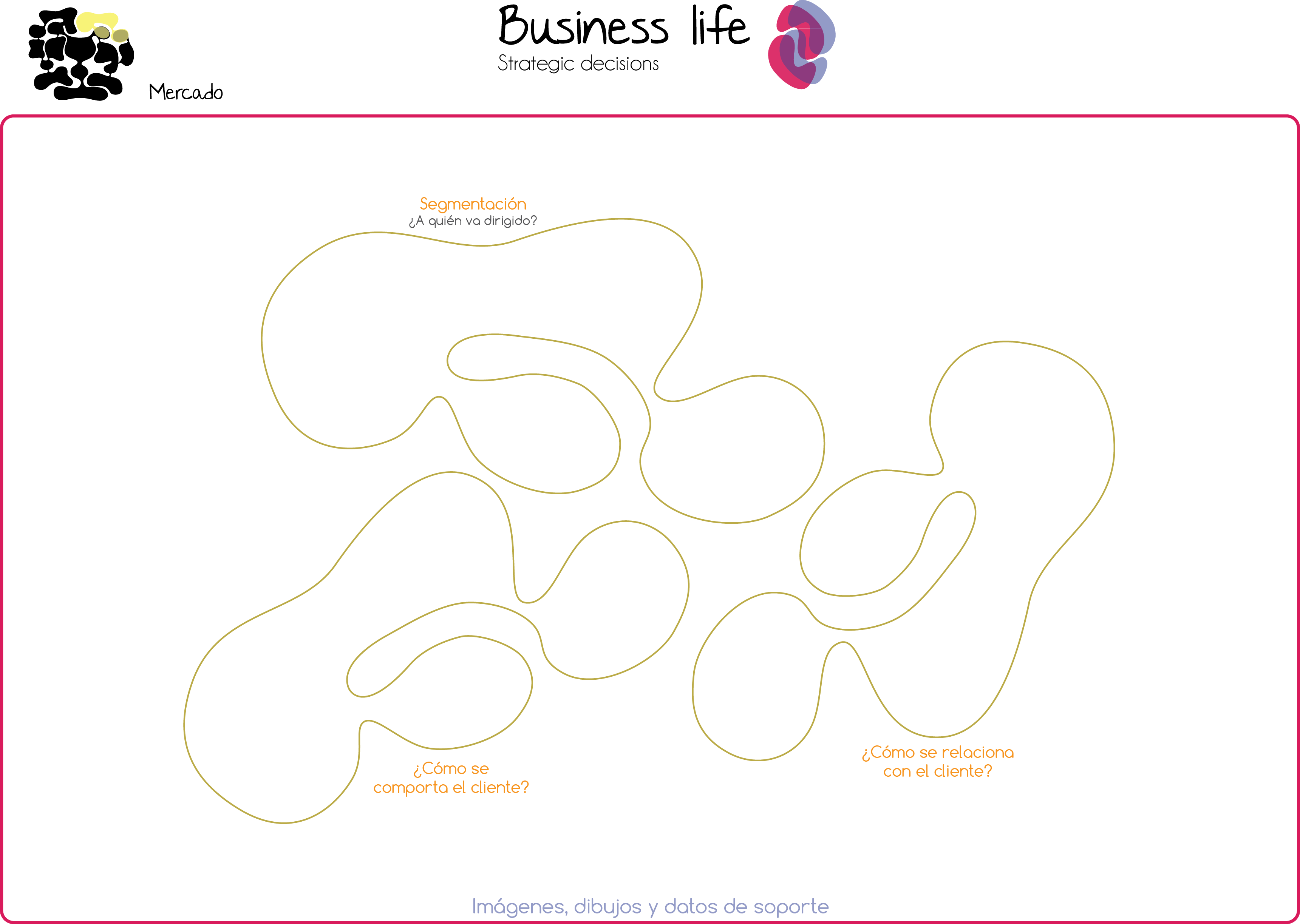
Herramienta mercado

Históricamente los mercados objetivo fueron considerados grupos de individuos, los cuales empleando o recurriendo a diversas técnicas de segmentación, se agruparon por edad, género, grupos social, etc.
Actualmente, esta concepción está dando paso a nuevas tendencias en cuanto a la definición. Los mercados son considerados conjuntos o grupos de «perfiles de compradores» o «compradores potenciales», algo más cercano al comportamiento humano. Esto surge de que las personas pueden contener varios perfiles de compradores, por ejemplo, condicionados por el medio que empleen para efectuar una compra o la toma de decisión de esta, como seres humanos pueden verse afectadas por el entorno.